# Sergentomyia himalayensis
Sergentomyia himalayensis är en tvåvingeart som först beskrevs av Annandale 1910.  Sergentomyia himalayensis ingår i släktet Sergentomyia och familjen fjärilsmyggor. Inga underarter finns listade i Catalogue of Life.